# Antigonos III
Antigonos III Doson  (grekiska: Αντίγονος Δώσων) , var en makedonsk kung 229 - 220 f. Kr.
Antiogons var dessförinnan förmyndare till Filip V av Makedonien, besegrade spartanerna under Kleomenes III vid Sellasia 222 f. Kr. och dog strax därpå.